# Индийско-северокорейские отношения
Индийско-северокорейские отношения — двусторонние дипломатические отношения между Индией и КНДР. Индия имеет посольство в Пхеньяне, а КНДР в Нью-Дели. Индия заявила, что хочет воссоединения Кореи.

## История

### Корейская война
Индия назвала КНДР агрессором в Корейской войне, поддерживая резолюции Совета Безопасности ООН № 82 и № 83. Однако, Индия не поддержала резолюцию № 84, по которой оказывалась военная помощь Южной Корее. Индия, как страна-участница Движения неприсоединения, медлила с исполнением своего военного обязательства против КНДР. Вместо этого, Индия оказала моральную поддержку действиям ООН и решила отправить своих врачей в Корею как жест доброй воли. 60-е индийское полевое медицинское подразделение — часть индийской бортовой дивизии, было выбрано для отправки в Корею. Это подразделение состояло из 346 человек, включая 14 врачей.
Индия была председателем девятисторонней комиссии ООН, которая наблюдала за процессом разделения Кореи в 1947 году. После Корейской войны, Индия снова играла важную роль в качестве председателя Независимой комиссии по репатриации народов на Корейском полуострове. Индия установила консульские отношения с КНДР в 1962, а в 1973 году дипломатические. Отношения Индии с КНДР были ухудшены, после того как последняя оказала помощь Пакистану в его ядерно-ракетной программе. В 1999 году Индия задержала северокорейский корабль у берегов Кандлы. На корабле были обнаружены чертежи компонентов ядерно-ракетного комплекса. Отношения Индии с Южной Кореей носят более глубокий характер, особенно в экономическом и технологическом планах. Заинтересованность Индии в южнокорейских инвестициях и технологиях ухудшила отношения с КНДР. Индия последовательно высказывала свои возражения против ракетно-ядерной программы КНДР.

## Экономические отношения

### Торговля
Торговля между двумя странами растёт с каждым годом. Средний общий объём торговли в середине 2000 года составил 100 миллионов долларов, а в 2009 году её объём увеличился до 1 миллиарда долларов. Эта торговля очень выгодна для Индии, так как экспорт в КНДР составляет 1 миллиард долларов, в то время, как экспорт КНДР в Индию насчитывает всего 57 миллионов долларов. Индия преимущественно поставляет в КНДР нефтепродукты, тогда, как серебро и автозапчасти являются главным импортом, ввозимым в Индию из КНДР. Индия участвовала в шестой Осенней международной ярмарке в Пхеньяне в октябре 2010 года, где были предприняты попытки расширить экономическое сотрудничество и торговлю между двумя странами. В 2010-2011 годах товарооборот между Индией и КНДР достиг отметки в 572 миллионов долларов, из которых 329 миллионов являются индийским экспортом. Индия в последнее время предоставляет северокорейцам обучение в таких сферах как наука, технологии и IT. Это стало возможным, благодаря соглашениям о сотрудничестве между ведомствами Индии и КНДР, а также программе «Индийского международного технологического и экономического сотрудничества» (ИМТЭС).

### Продовольственная помощь
В 2002 и 2004 годах Индия пожертвовала 2000 тонн зерна на помощь КНДР в борьбе с голодом. В 2010 году Индия ответила на просьбу КНДР и предоставила ей 1300 тонн бобовых и пшеницы на сумму 1 миллион долларов через Всемирную продовольственную программу.